# Nullosetigera aequalis
Nullosetigera aequalis är en kräftdjursart som först beskrevs av Georg Ossian Sars 1920.  Nullosetigera aequalis ingår i släktet Nullosetigera och familjen Nullosetigeridae. Inga underarter finns listade i Catalogue of Life.